# Les Plans De la guerre de Sept ans

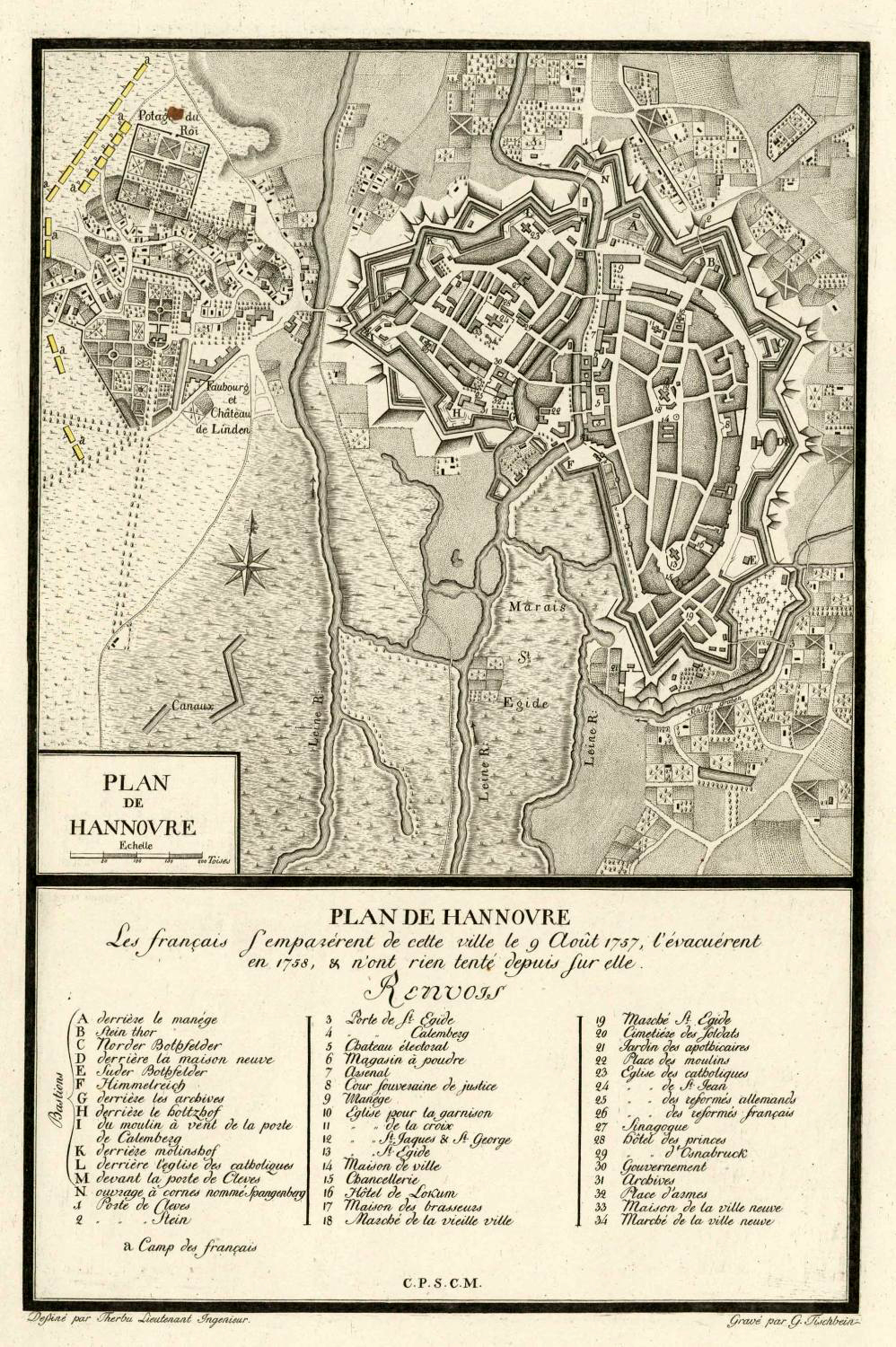
Vom Blatt des Sammelwerkes in der Untertitelung abweichender Kupferstich mit einem Plan der Stadt Hannover und den gelb gekennzeichneten französischen Militärcamps vor Linden ab dem 9. August 1757

Les Plans De la guerre de Sept ans, Folgetitel contenans les Batailles, Combats, Prises de Villes, Camps [et]c. ..., titelt ein Sammelwerk mit kartographischen Plänen zum Siebenjährigen Krieg. Die von dem Lieutenant Ingenieur Laurids de Therbu gezeichneten und in französischer Sprache kommentierten Pläne von Schlachten, Gefechten, Besetzungen von Städten, Militärlagern und dergleichen erschienen als gebundenes Werk um das Jahr 1770 in Therbus Eigenverlag in Mainz. Während das Titelblatt mit dem C. P. S. C. M. gekennzeichneten Inhaltsverzeichnis von dem in Frankfurt am Main tätigen Hof- und Universitäts-Kupferstecher Georg Joseph Cöntgen sowohl illustriert als auch als gestochen wurde, finden sich in dem Werk auch Stiche von Georg Heinrich Tischbein.
Das Gesamtwerk wird im Verzeichnis der im deutschen Sprachraum erschienenen Drucke des 18. Jahrhunderts (VD 18) geführt. Es enthält 43 Blatt mit Kupferstichen. Das Blatt-Format von 31,0 × 45,5 cm ist mit einem Satzspiegel von circa 23,5 × 35,5 cm bedruckt.
Die Sächsische Landesbibliothek – Staats- und Universitätsbibliothek Dresden (SLUB Dresden) hat ein Volldigitalisat online gestellt.
Die Buchausgabe wird von verschiedenen Bibliotheken vorgehalten, darunter in der British Library.